# Зелеранский, Ниссон Яковлевич
Ниссон Яковлевич Зелеранский (20 января 1915, Алтухово, Орловская губерния, Российская империя — май 1976) — русский советский прозаик, драматург, журналист, режиссёр и сценарист.

## Биография
Родился 20 января 1915 года в Алтухове.
В 1931 году поступил на режиссёрский факультет ГИТИСа, который окончил в 1935 году, в том же году поступил на режиссёрский факультет ВГИКа, который окончил в 1939 году. Литературную деятельность начал с драматургии в 1940 году. 
В 1941 году был мобилизован в связи с началом Великой Отечественной войны, прошёл всю войну. После демобилизации в 1945 году начал работу в области журналистики.
С 1948 в штате Алма-Атинской киностудии в качестве сценариста. После того как первый сценарий «Крылатые кони» поставлен не был из-за отказа многих режиссёров и из-за сокращения производства, решил покинуть киностудию.
Выступал как прозаик и драматург. По его сценариям были поставлены документальные фильмы на разных киностудиях (например, Ростовской и Тбилисской), а также на киностудии ЦСДФ.
В 1965 году вошёл в состав киностудии Туркменфильм, где поставил фильм «Петух» по сценарию, написанному совместно с Михаилом Блейманом и Юрием Строевым (Ициксоном).
Дочь — Галина Ниссоновна Леонова (1946—2024), писатель, литературовед, соавтор отца.
Умер в мае 1976 года. Похоронен на Химкинском кладбище.

## Публикации
- Две судьбы: Пьеса в 3-х д., 7-ми карт. / Н. Зелеранский, Р. Хигерович. М.: Искусство, 1950. — 127 с.
- В степта край Ростов. Прев. от рус. К. Герасимов. София: Физкултура, 1955. —33 с.
- Они идут впереди. М.: Физкультура и спорт, 1956. — 120 с.
- На Киевщине / Н. Я. Зелеранский, Б. А. Ларин. М.: Физкультура и спорт, 1957. — 79 с.
- Мальчик из дворца пионеров (повесть) / Н. Я. Зелеранский, Б. А. Ларин. М.: Физкультура и спорт, 1958. — 71 с.
- Мишка, Серёга и я (повесть) / Н. Я. Зелеранский, Б. А. Ларин. М.: Советский писатель, 1961. — 287 с.; М.: Советская Россия, 1977. — 256 с.
- Míšan, Pedro a já: Pro čtenáře od 12 let / Nisson Zeleranskij, Boris Larin; Z rus. přel. a upravila Ludmila Dušková. Praha: Státní nakl. dětské knihy, 1965. — 214 с.
- Тримата от осми «О» / Н. Зелерански, Б. Ларин; Прев. от рус. Асен Траянов. София: Народна култура, 1966. — 286 с.
- Когда мы взрослеем (повесть). М.: Физкультура и спорт, 1971. — 255 с.
- Трус: Драматическая повесть в 2 д. по мотивам повести Н. Зелеранского и Б. Ларина «Мишка, Серёга и я». М.: ВУОАП, 1971.
- Недоразумение: Пьеса в 1 д. М.: Искусство, 1973.
- Счастливчик (повесть для детей). М.: Физкультура и спорт, 1975. — 128 с.
- Экс-чемпион (повесть) / Н. Я. Зелеранский, Г. Н. Леонова. М.: Физкультура и спорт, 1979. — 145 с.

## Фильмография

### Режиссёр
- 1965 — Петух + сценарист.

### Сценарист
- 1961 — Мишка, Серёга и я
- 1963 — Меня зовут Кожа

### Экранизации
- 1980 — Неоконченный урок (по повести «Когда мы взрослеем»)